# Asclepíades (família)
Els asclepíades (Asclepiadae, Άσκληπιάδαι) era el nom patronímic dels descendents d'Esculapi. Els escriptors, que consideren Esculapi com un veritable personatge, deien que els asclepíades eren els seus veritables descendents, als que va transmetre els seus coneixements mèdics. Els principals assentaments de la família van ser a les ciutats de Cos i Cnidos. Però els asclepíades també es van considerar com un orde o casta de sacerdotal, i durant un llarg període la pràctica de la medicina anava íntimament lligada a la religió. El coneixement de la medicina era considerat un secret sagrat, que es transmetia de pares a fills en les famílies dels asclepíades, i encara avui la majoria de metges practiquen el mateix jurament Hipocràtic que havien de prendre llavors quan adquirien els secrets mèdics.